# Сазерленд, Джефф
Джефф Сазерленд (англ. Jeffrey Victor Sutherland род. 20 июля 1941, Норт-Эттлборо, Массачусетс, США) — американский программист, один из разработчиков методологии Scrum и авторов Agile Manifesto. Выпускник Военной академии США, военный лётчик, совершивший более 100 боевых вылетов во Вьетнаме.